# En dyr klenod, en klar och ren
En dyr klenod, en klar och ren är en psalm om Guds ord av Johan Ludvig Runeberg, skriven 1857. Dess 7 verser togs in i Den svenska psalmboken 1937 och i oförändrad form i Den svenska psalmboken 1986. I Finlandssvenska psalmboken 1986 har en bearbetning skett (bl.a. har alla plurala verbformer arbetats bort). 
En melodi i D-dur av Burkhard Waldis ur Der Psalter, In Newe Gesangs weise und künstliche Reimen gebracht från 1553 användes i både Koralbok för Nya psalmer, 1921 och i 1939 års koralbok, men i 1986 års koralbok infördes en annan 1500-talsmelodi, satt i F-dur och upptecknad i Wittenberg 1526. (Kompositör okänd). 1921 anges också att melodin är samma som till psalmen O Gud, ditt rike ingen ser (1819 nr 199).

## Publicerad som
- Nr 172 i Svenska Missionsförbundets sångbok 1920 under rubriken "Guds ord."
- Nr 553 i Nya psalmer 1921, tillägget till 1819 års psalmbok under rubriken "Kyrkan och nådemedlen: Guds ord".
- Nr 247 i Sionstoner 1935 under rubriken "Nådens medel - Ordet".
- Nr 172 i Den svenska psalmboken 1937 under rubriken "Kyrkan och nådemedlen/Ordet".
- Nr 231 i Frälsningsarméns sångbok 1968 under rubriken "Det Kristna Livet - Andakt och bön".
- Nr 64 i Den svenska psalmboken 1986, 1986 års Cecilia-psalmbok, Psalmer och Sånger 1987, Segertoner 1988 och Frälsningsarméns sångbok 1990) under rubriken "Kyrkan och nådemedlen/Ordet".
- Nr 199 i Finlandssvenska psalmboken 1986 under rubriken "Guds ord".
- Nr 183 i Finska psalmboken 1986
- Nr 214 i Lova Herren 1987 under rubriken "Ordet".